# Ficidae
Ốc muỗng hay còn gọi là ốc súng (danh pháp khoa học: Ficidae) có tên tiếng Anh là Fig shell hoặc Fig snail là tên gọi chỉ chung cho các loài ốc biển thuộc họ Ficidae trong phân bộ Ficoidea. Các loài ốc này phân bố phần lớn ở các vùng biển nhiệt đới, cận nhiệt đới. Trên thế giới, ốc muỗng có mặt ở các khu vực thuộc Indo - tây Thái Bình Dương: từ biển Andaman đến phía đông Indonesia, Nhật Bản, Malaysia, Philippines, ở Việt Nam, chúng phân bố rải rác ở Vũng Tàu, Phan Thiết, Cam Ranh. 

## Đặc điểm
Với hoa văn khác nhau đôi chút sẽ được gọi khác nhau như loại phổ biến nhất ở Việt Nam là ốc muỗng (Underlined fig shell-tên khoa học Ficus subintermedia hoặc Ficus ficus), tương đối ít hơn là loại ốc muỗng (Graceful fig shell tên khoa học Ficus gracilis). Tất cả chúng đều thuộc chi Ficus trong họ Ficidae. Vì hình dáng giống phần múc thức ăn của cái muỗng nên đặt tên cho nó là ốc muỗng. Chúng có vỏ mỏng có đường xoắn ốc thấp và miệng trải dài gần như toàn bộ chiều dài của thân. Phía ngoài màu hồng nhạt pha với màu nâu. Có khoảng bốn hay năm đường xoắn với màu nâu đậm. Bên trong miệng có màu trắng pha với màu tím nâu.

## Các chi
- Ficus Röding, 1798[1]
- † Austroficopsis Stilwell & Zinsmeister, 1992[2]
- † Ficopsis Conrad, 1866[3]
- † Fusoficula[4]
- † Gonysycon[5]
- Thalassocyon Barnard, 1960[6]

Các tên gọi chi sau đây có thể là đồng danh
- Ficula Swainson, 1835: synonym of Ficus Röding, 1798
- Pirula Montfort, 1810: synonym of Ficus Röding, 1798
- Pyrula Lamarck, 1799: synonym of Ficus Röding, 1798
- Sycotypus Gray, 1847: synonym of Ficus Röding, 1798

## Trong ẩm thực
Nhiều loài ốc trong họ này được sử dụng làm nguyên liệu trong ẩm thực. Thịt ốc muỗng nhiều, ngọt, độ giòn và dai vừa phải, thích hợp nhất với các món chế biến dành riêng cho họ ốc như nướng mọi, nướng nước mắm, nướng mỡ hành hoặc hấp sả. Trước khi chế biến nên ngâm vào nước lạnh với ớt cay, chanh hoặc giấm để ốc nhả bớt chất bẩn. Hấp sơ ốc lên rồi gỡ phần thịt ra, nêm nếm gia vị, cắt nhỏ thành miếng vừa ăn, sau đó đặt trở lại vỏ ốc và nướng trên bếp than hồng đến khi dậy mùi thơm là ốc đã chín, rưới mỡ hành và đậu phộng giã nhuyễn là hoàn tất.